# 弘化
弘化（こうか、旧仮名遣: こうくゎ、旧字体：弘化󠄁）は、日本の元号の一つ。天保の後、嘉永の前。1845年から1848年までの期間を指す。この時代の天皇は仁孝天皇、孝明天皇。江戸幕府将軍は徳川家慶。

## 改元
- 天保15年12月2日（グレゴリオ暦1845年1月9日[1]） 江戸城火災などの災異のため改元
- 弘化5年2月28日（グレゴリオ暦1848年4月1日） 嘉永に改元

天保9年（1838年）の江戸城西ノ丸の火災の際には改元の議論は生じなかったが、天保15年5月の火災は本丸の火事でしかも立て続けの火災であったこと、先に崩じた光格上皇に対する諡号復活の際に幕府の協力を得た事を背景に幕府の意向に配慮した改元が行われたとされる。

## 弘化年間の出来事
- 弘化3年2月13日（1846年3月10日）　孝明天皇即位。
- 弘化3年8月3日（1846年9月23日）　海王星発見。
- 弘化4年3月24日（1847年5月7日）　善光寺地震 M7.4
- 弘化4年 - 京都御所日御門前に学習所（京都学習院）が開設される。

### 誕生
- 弘化2年2月9日（1845年3月16日） 梅ヶ谷藤太郎（元大相撲力士・第15代横綱）
- 弘化3年2月5日（1846年3月2日） 小林やす（長寿日本一とされていた）
- 弘化3年閏5月24日（1846年7月17日） 徳川家茂 （江戸幕府第14代将軍）
- 弘化3年閏5月10日（1846年7月3日） 皇女和宮 （仁孝天皇第8皇女、徳川家茂 正室）
- 弘化4年11月28日（1848年1月4日） 桂太郎（長州藩士、第11・13・15代内閣総理大臣）
- 弘化4年12月22日  (1848年1月27日） 東郷平八郎（薩摩藩士、日露戦争時の連合艦隊司令長官）

## 西暦との対照表
※は小の月を示す。
| 弘化元年（甲辰） | 一月      | 二月  | 三月※ | 四月  | 五月※ | 六月    | 七月※ | 八月  | 九月※ | 十月  | 十一月※ | 十二月   |           |
| ---------------- | --------- | ----- | ----- | ----- | ----- | ------- | ----- | ----- | ----- | ----- | ------- | -------- | --------- |
| グレゴリオ暦     | 1844/2/18 | 3/19  | 4/18  | 5/17  | 6/16  | 7/15    | 8/14  | 9/12  | 10/12 | 11/10 | 12/10   | 1845/1/8 |           |
| ユリウス暦       | 1844/2/6  | 3/7   | 4/6   | 5/5   | 6/4   | 7/3     | 8/2   | 8/31  | 9/30  | 10/29 | 11/28   | 12/27    |           |
| 弘化二年（乙巳） | 一月※     | 二月  | 三月※ | 四月  | 五月  | 六月※   | 七月  | 八月※ | 九月  | 十月※ | 十一月  | 十二月※  |           |
| グレゴリオ暦     | 1845/2/7  | 3/8   | 4/7   | 5/6   | 6/5   | 7/5     | 8/3   | 9/2   | 10/1  | 10/31 | 11/29   | 12/29    |           |
| ユリウス暦       | 1845/1/26 | 2/24  | 3/26  | 4/24  | 5/24  | 6/23    | 7/22  | 8/21  | 9/19  | 10/19 | 11/17   | 12/17    |           |
| 弘化三年（丙午） | 一月      | 二月※ | 三月  | 四月※ | 五月  | 閏五月※ | 六月  | 七月  | 八月※ | 九月  | 十月※   | 十一月   | 十二月※   |
| グレゴリオ暦     | 1846/1/27 | 2/26  | 3/27  | 4/26  | 5/25  | 6/24    | 7/23  | 8/22  | 9/21  | 10/20 | 11/19   | 12/18    | 1847/1/17 |
| ユリウス暦       | 1846/1/15 | 2/14  | 3/15  | 4/14  | 5/13  | 6/12    | 7/11  | 8/10  | 9/9   | 10/8  | 11/7    | 12/6     | 1847/1/5  |
| 弘化四年（丁未） | 一月      | 二月※ | 三月  | 四月※ | 五月※ | 六月    | 七月  | 八月※ | 九月  | 十月  | 十一月※ | 十二月   |           |
| グレゴリオ暦     | 1847/2/15 | 3/17  | 4/15  | 5/15  | 6/13  | 7/12    | 8/11  | 9/10  | 10/9  | 11/8  | 12/8    | 1848/1/6 |           |
| ユリウス暦       | 1847/2/3  | 3/5   | 4/3   | 5/3   | 6/1   | 6/30    | 7/30  | 8/29  | 9/27  | 10/27 | 11/26   | 12/25    |           |
| 弘化五年（戊申） | 一月※     | 二月  | 三月※ | 四月※ | 五月  | 六月※   | 七月  | 八月※ | 九月  | 十月  | 十一月  | 十二月※  |           |
| グレゴリオ暦     | 1848/2/5  | 3/5   | 4/4   | 5/3   | 6/1   | 7/1     | 7/30  | 8/29  | 9/27  | 10/27 | 11/26   | 12/26    |           |
| ユリウス暦       | 1848/1/24 | 2/22  | 3/23  | 4/21  | 5/20  | 6/19    | 7/18  | 8/17  | 9/15  | 10/15 | 11/14   | 12/14    |           |